# Calice al Cornoviglio
Calice al Cornoviglio (im Ligurischen: Córzi) ist eine italienische Gemeinde mit 1053 Einwohnern (Stand 31. Dezember 2023). Sie liegt in der ligurischen Provinz La Spezia.

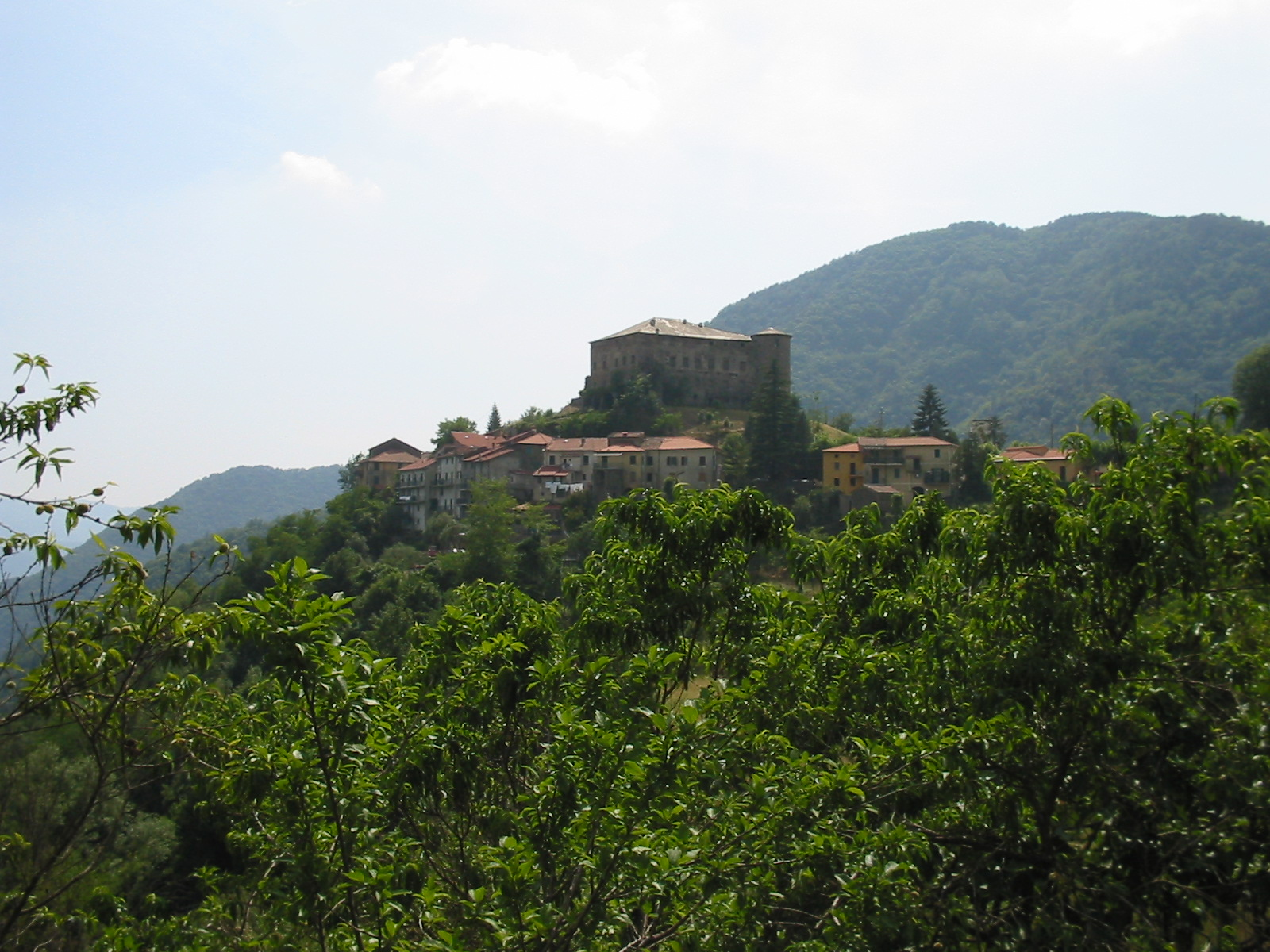
Die Burg von Calice

## Lage
Die Gemeinde gehört zur Comunità Montana della Media e Bassa Val di Vara und stellt zudem einen Anteil des Territoriums des Naturparks Montemarcello-Magra. Das Gemeindeland von Calive al Cornoviglio ist ausschließlich bergig mit engen Tälern, welche teilweise von kleineren Bächen durchflossen werden. Der Kern der Gemeinde befindet sich auf einer Höhe von 400 Metern über Meeresniveau.

## Geschichte

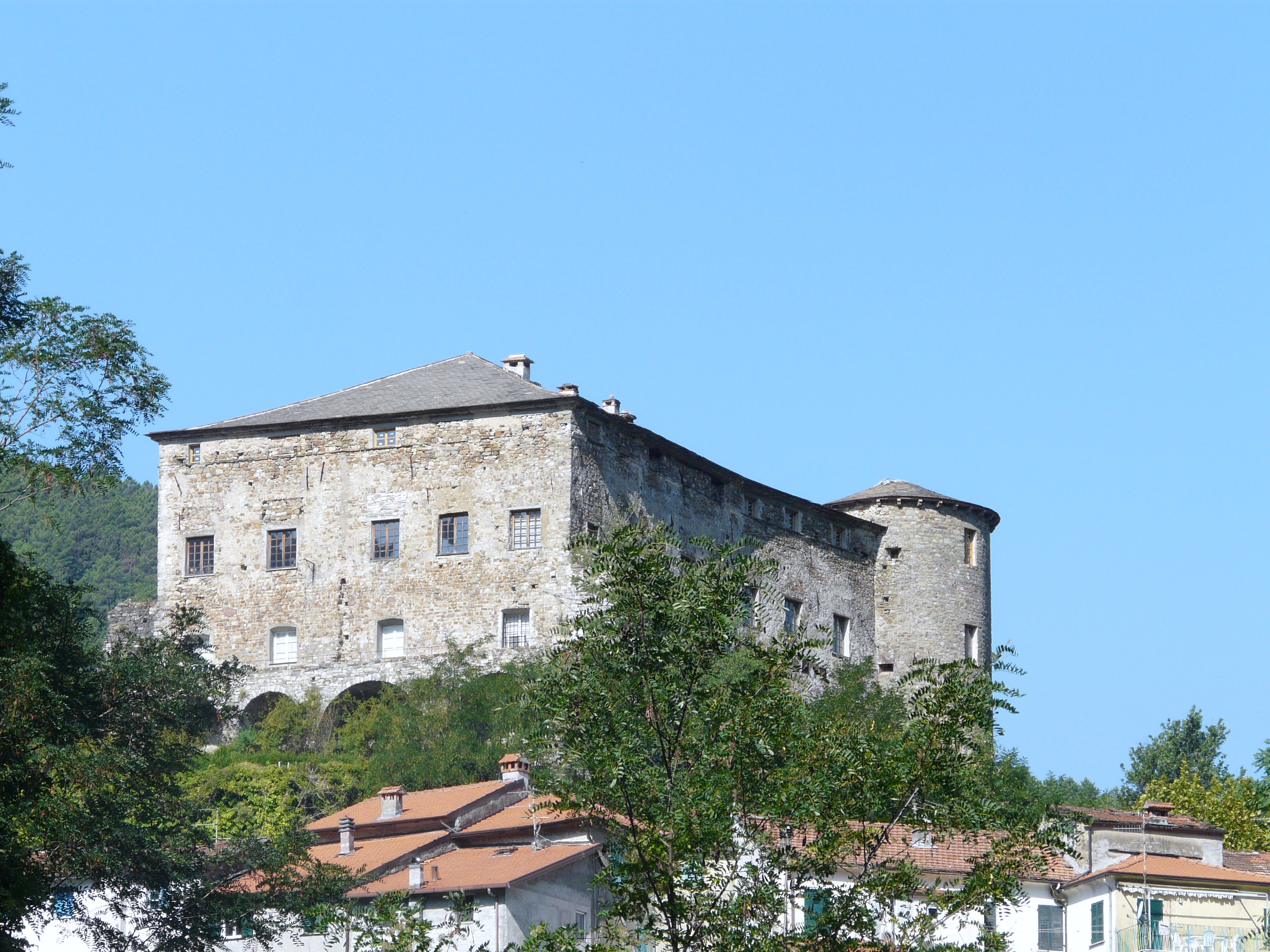
Castello Doria-Malaspina in Calice

Im 11. Jahrhundert Besitz der Bischöfe von Luni, kam Calice vor 1033 an die Familie Malaspina, um 1270 an die Fieschi, wurde dann zu einem Wachtposten der Republik Genua gegen die Mailänder, die sich im benachbarten Castello di Madrignano festsetzten, kam 1547 an die Doria und 1772 an das Großherzogtum Toskana. Seither diente das Schloss als Behördensitz und beherbergt heute u. a. ein Kulturzentrum und ein Museum.